# Adriana van Ravenswaay

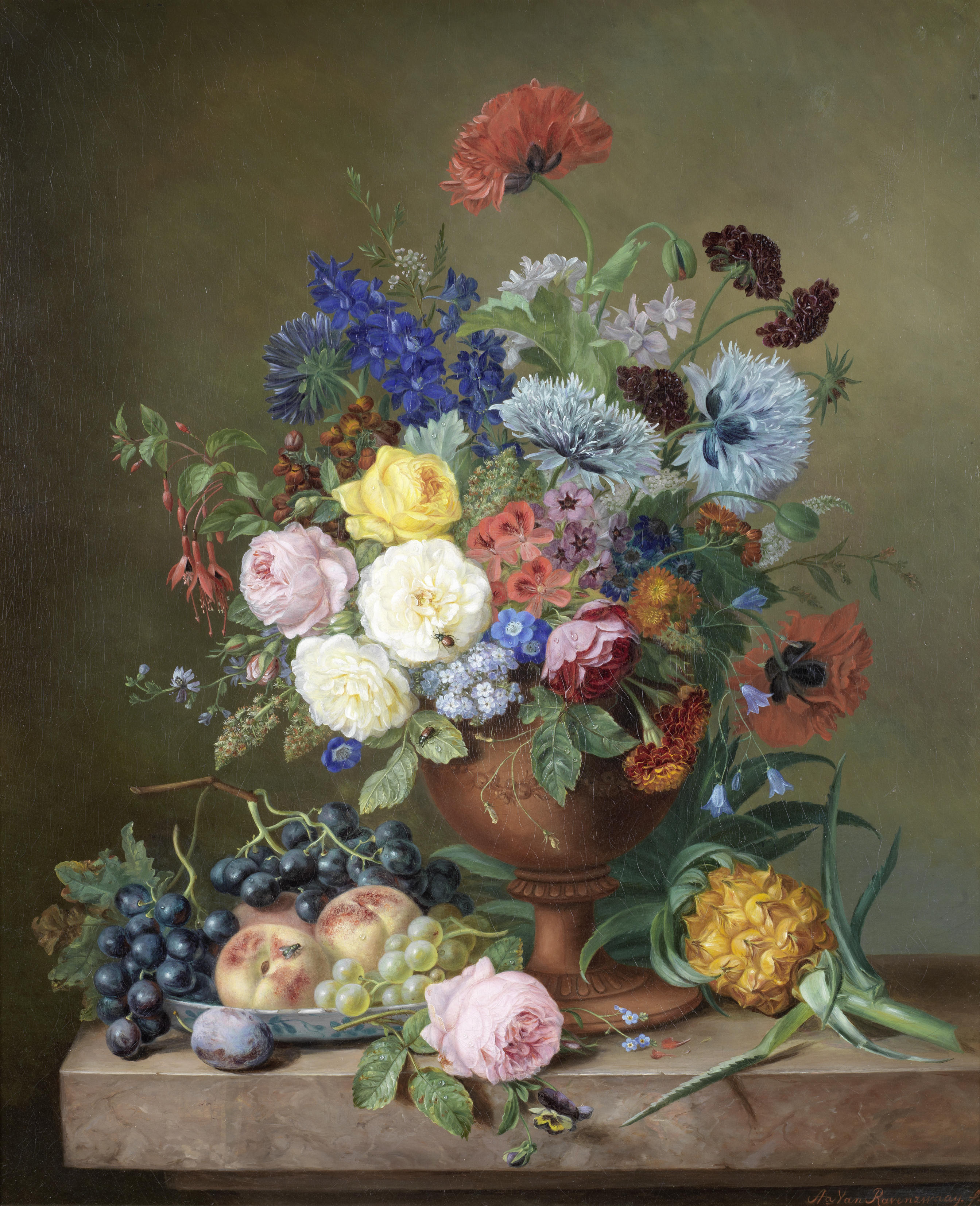
Een vaas met allerlei bloemen en fruit.

Adriana van Ravenswaay (Hilversum, 21 november 1816 - aldaar, 8 maart 1872), was een Nederlands kunstschilder en tekenlerares.

## Biografie
Ze werd geboren als zuster van de schilder Johannes van Ravenswaay (1815–1849), en had net als haar broer waarschijnlijk les van haar oom Jan van Ravenswaay.

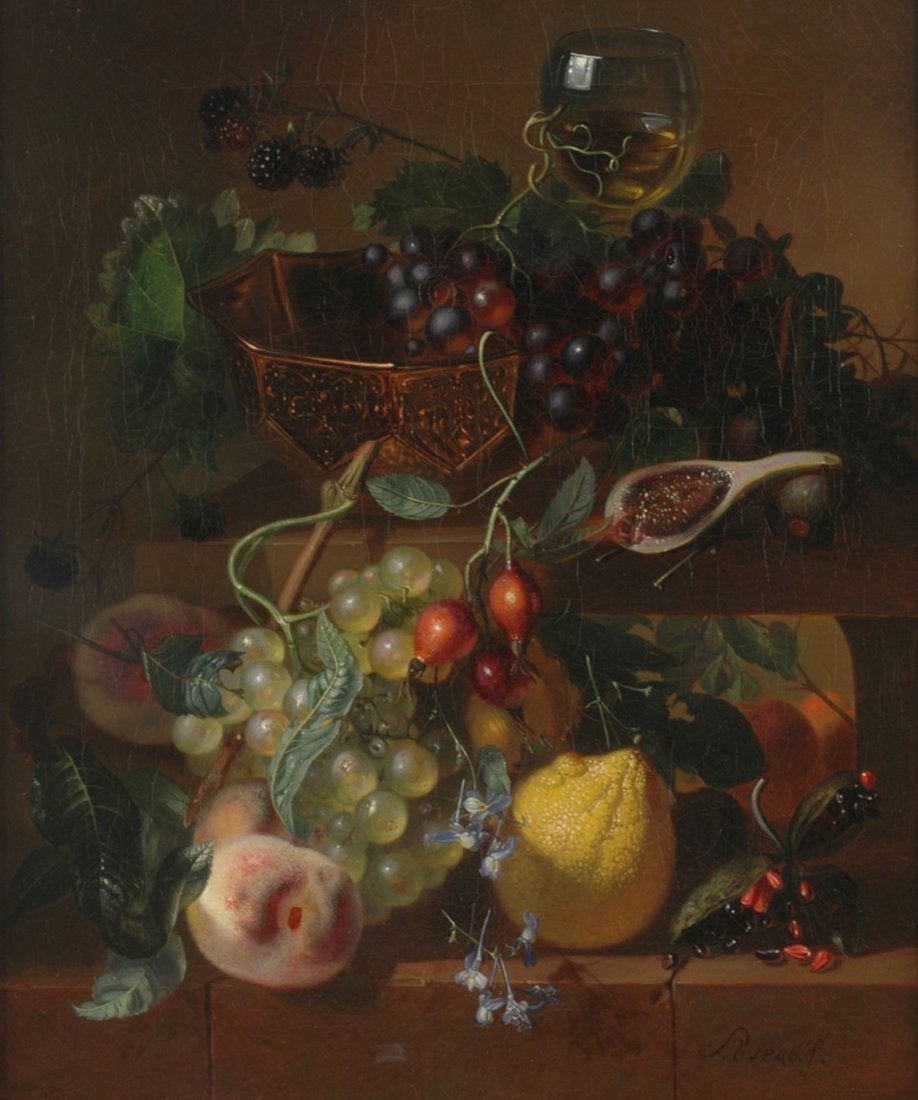
Stilleven met vruchten, 1846

Ze staat bekend om haar fruit- en bloemstillevens. Ze woonde haar hele leven in Hilversum. Ze exposeerde onder meer tijdens tentoonstellingen van Levende Meesters in Utrecht, Groningen, Leeuwarden, Amsterdam en Den Haag. Er zijn tientallen bloemstukken en fruit- en bloemstillevens van haar bekend.
- Biografisch Portaal: 03414280
- Gemeinsame Normdatei: 117668230X
- RKD-Nederlands Instituut voor Kunstgeschiedenis: 65749
- Union List of Artist Names: 500015749
- Virtual International Authority File: 95777645
- WorldCat: E39PBJp6bJjxv3FT3bPbJCdWjC